# Paepalanthus crassicaulis
Paepalanthus crassicaulis är en gräsväxtart som beskrevs av Friedrich August Körnicke. Paepalanthus crassicaulis ingår i släktet Paepalanthus och familjen Eriocaulaceae. Inga underarter finns listade i Catalogue of Life.